# Crenicichla ypo
Crenicichla ypo är en fiskart som beskrevs av Casciotta, Almirón, Piálek, Gómez och Rícan 2010. Crenicichla ypo ingår i släktet Crenicichla och familjen Cichlidae. Inga underarter finns listade i Catalogue of Life.